# Joseba Yenes Tejedor
Joseba Yenes Tejedor, más conocido como Joseba, es un jugador de fútbol sala español que juega de pívot en el Kukuyaga Fútbol Sala.

## Clubes
| Club           | País   | Año       |
| -------------- | ------ | --------- |
| Kukuyaga F. S. | España | 2009-2012 |
| Bilbo F. S.    | España | 2012-2014 |
| Kukuyaga F. S. | España | 2014      |
| Zierbena F. S. | España | 2014-2016 |
| Tenerife I. B. | España | 2016-2018 |
| Kukuyaga F. S. | España | 2018-     |

## Palmarés

### Individual
- Máximo goleador de Segunda División (2016-17) con  48 goles, y además 12 asistencias.[1]

### Equipo
- Campeón Segunda División B (2015-16).